# 20208 Philiphe
20208 Philiphe este un asteroid din centura principală de asteroizi.

## Descriere
20208 Philiphe este un asteroid din centura principală de asteroizi. A fost descoperit pe 31 martie 1997 la Socorro, New Mexico, în cadrul proiectului LINEAR. Asteroidul prezintă o orbită caracterizată de o semiaxă mare de 2,97 ua, o excentricitate de 0,08 și o înclinație de 10,2° în raport cu ecliptica.